# Anastrepha rheediae
Anastrepha rheediae är en tvåvingeart som beskrevs av Stone 1942. Anastrepha rheediae ingår i släktet Anastrepha och familjen borrflugor. Inga underarter finns listade i Catalogue of Life.